# Ciszyca Górna
Ciszyca Górna – wieś sołecka w Polsce położona w województwie świętokrzyskim, w powiecie opatowskim, w gminie Tarłów.
Do 1930 roku istniała gmina Ciszyca Górna.
W latach 1971–1972 wieś należała i była siedzibą władz gromady Ciszyca Górna, wcześniej w gromadzie Ciszyca. W latach 1975–1998 miejscowość administracyjnie należała do województwa tarnobrzeskiego.
Wierni kościoła rzymskokatolickiego należą do parafii Świętej Trójcy w Tarłowie.

## Części wsi
| SIMC    | Nazwa        | Rodzaj             |
| ------- | ------------ | ------------------ |
| 0808110 | Abramówka    | część miejscowości |
| 0808127 | Błonie       | część miejscowości |
| 0808133 | Piaski       | część miejscowości |
| 0808140 | Saganówka    | część miejscowości |
| 0808156 | Za Łysą Górą | część miejscowości |

## Historia
W wieku XIX Ciszycę opisano jako, Górną, Dolną i Przewozową, wieś i folwark nad rzeką Wisłą w ówczesnym powiecie iłżeckim, gminie Ciszyca Górna, parafii Tarłów.

Ciszyca Górna posiada szkołę elementarną i Urząd Gminny. W 1827 r. było tu 28 domów i 207 mieszkańców. W roku 1880 liczy 45 domów i 298 mieszkańców, 409 mórg ziemi dworskiej, i 663 mórg ziemi włościańskiej

Ciszyca Dolna wraz z Ciszycą Przewozową liczyły łącznie w 1827 r. 44 domów i 330 mieszkańców. W roku 1880 – Ciszyca Dolna liczyła 38 domów i 303 mieszkańców 447 mórg ziemi dworskiej i 579 mórg włościańskiej. Ciszyca Przewozowa zaś 18 domów i 156 mieszkańców, oraz 119 mórg ziemi włościańskiej.
Gmina Ciszyca liczyła ogółem 3808 mieszkańców, rozległość gruntu 11502 mórg, w tym ziemi dworskiej 5433 mórg. Sąd gminny okręgu V w osadzie Tarłów, stacja pocztowa w Ożarowie.

W skład gminy wchodzą: Aleksandrów, Ciszyca Dolna, Ciszyca Górna, Ciszyca Przewozowa, Czekarzewice, Dorotka, Hermanów, Kilianówka, Koszary, Leśne Chałupy, Ożarów, Sulejów, Tarłów i Zemborzyn Kościelny. W gminie tej był młyn wodny i dwie szkółki.